# Anathallis spathuliformis
Anathallis spathuliformis är en orkidéart som först beskrevs av Carlyle August Luer och Roberto Vásquez, och fick sitt nu gällande namn av Alec M. Pridgeon och Mark W. Chase. Anathallis spathuliformis ingår i släktet Anathallis och familjen orkidéer. Inga underarter finns listade i Catalogue of Life.